# 杉村升
杉村 升（すぎむら のぼる、1948年6月28日 - 2005年2月24日）は、日本の脚本家。

## 来歴
脚本家・小川英に師事し、1974年に杉村のぼる名義で『太陽にほえろ!』で脚本家デビュー。以降師である小川と連名ながらも時代劇・刑事ドラマ・アニメで数々の作品を執筆。テレビアニメ『ルパン三世』（第2シリーズ）で初めて単独クレジット。1987年より杉村升名義に改名。1980年代半ば以降は、活動のメインを東映制作の特撮作品を中心に活躍。1985年『スケバン刑事』でメインライターを初担当。その後はゲームのシナリオを主な活動の場としCAPCOMの鬼武者シリーズ（『鬼武者』『鬼武者2』『鬼武者3』まで）、バイオハザードシリーズ（『バイオハザード2』以降）のメインライターを務めヒットさせた。
株式会社フラグシップ設立主要メンバーの一人である。
脚本家の荒木憲一、中野睦、元作家の有賀博之は杉村に師事していた。
2005年2月24日、急性心不全のため死去。56歳没。

## エピソード
- 『恐竜戦隊ジュウレンジャー』でメインライターを務めたが、当時カプコンの岡本吉起の息子がジュウレンジャーにハマっており、このことがきっかけでカプコンのゲームシナリオに参加することになった。杉村のゲームシナリオのライター時代の年収は1億円ほどだったという[3]。
- 酒豪として知られており、葬儀での遺影もウイスキーを片手にしたものであった[1]。
- 日本で初めてワープロで原稿を書いた脚本家であることを自称していた[1]。対してプロデューサーの吉川進はワープロ嫌いで「だから魂が入っていないんだ！」と怒ったという[4]。
- 東映特撮で最初に携わった作品が『星雲仮面マシンマン』である[1][2]。参加のきっかけは『爆走!ドーベルマン刑事』で杉村と親しい監督の小西通雄が東映プロデューサーの吉川進に紹介したことによる。以降、『兄弟拳バイクロッサー』、『時空戦士スピルバン』でサブライターとして関わり、途中参加にもかかわらず『仮面ライダーBLACK』では後半実質メインライターとして活躍する[4]。
- 『スケバン刑事』は当初杉村と『太陽にほえろ!』で杉村と同じく小川英の弟子だった土屋斗紀雄がメインの予定だったが、第1話の杉村との共作を最後に土屋は降板した。後に雑誌『B-CLUB』インタビュー[要文献特定詳細情報]にて土屋は「先輩の杉村さんを立てないといけないが、自分としてはそれが不満だったので1本だけで勘弁してもらった」とその降板理由を語っている。土屋は続編のII・IIIでメインとしてシリーズに返り咲き、杉村はIIにて1本だけ作品を提供した。
- メタルヒーローシリーズのプロデューサーを務めていた堀長文は、脚本に対して何度も直しを求めるため杉村を褒めたことはなかったが、互いに理解し合っていたと述べている[1]。杉村が最後に参加した刑事ドラマとなった『刑事追う!』は堀がプロデューサーを担当していた縁での執筆であった[1]。
- 堀の担当作品での脚本家チームでは杉村が中心的な存在であったが、脚本家の宮下隼一は他の脚本家へのライバル意識は杉村が最も高かったと証言している[5]。杉村は『特救指令ソルブレイン』の頃に、自身を中心に宮下を次期のメインライターに想定し、扇澤延男や鷺山京子で脇を固めるという体制を組みたいと述べていたが、翌年に杉村は『恐竜戦隊ジュウレンジャー』でスーパー戦隊シリーズへ移ったため実現しなかった[5]。杉村が外れた後の『特捜エクシードラフト』では宮下がメインライターを務めた[5]。
- SFは単に科学技術を描くだけでなく、それを扱う人間の精神の変化を描くものであると考えており、『ソルブレイン』では特にその意識が反映されている[6]。
- メタルヒーローシリーズで玩具開発を担当していた野中剛は、杉村はSFの引き出しが多く、アイデアが豊富であったと証言している[1]。
- ゲーム好きの杉村は『恐竜戦隊ジュウレンジャー』でRPGの世界観を持ち込んだが、当初は理解してもらえなかったという[4]。テレビ朝日プロデューサーの梶淳は、杉村について、レスキューポリスシリーズでは刑事ドラマ出身のスタッフが多い中で普通の刑事ドラマではできないことを積極的に取り入れたり、スーパー戦隊シリーズでは『恐竜戦隊ジュウレンジャー』でファンタジー要素を取り入れるなど、1990年代の東映作品に新しい風を吹き込んでくれたと評している[6]。
- 東映の白倉伸一郎によると、『恐竜戦隊ジュウレンジャー』の第11話「ご主人さま！」（渡辺勝也の公式監督デビュー作品でもある）において、『アラジンの魔法のランプ』に出てくるランプの精が「魔法のランプで、なんでも望みをかなえ、子供たちの欲望をかぎりなくかきたてる敵」というストーリーを進めていたが、その話を聞いた杉村が打ち合わせの終わりかけになって「ランプの精は、子供たちにとって夢だろう。それを悪者にして、子供の夢を壊すのか？　それが子供番組をつくる者の姿勢か！」と大激怒したことを後に述懐している[7]。この一件について、白倉は「子供番組の作り手としての姿勢を学んだ」と前置きしつつ、一方で「打合せに最初から同席せず、終わりがけを見はからって異論を唱えるという、誰しもの意表を突くプレゼンテーション力」に魅了されたとも評しており、白倉にとって色々なことを色々な尺度から考える、一つのきっかけとなったという[7]。
- 白倉は、杉村について関係者から出る過去に縛られたネガティブな意見に対してエキセントリックな発想で打ち破っていったと証言しており、こうした過去のキャラクターの歴史にあぐらをかかない姿勢が『ウインスペクター』や『ジュウレンジャー』の成功につながったと評している[8]。
- 急逝の際は仕事上で付き合いがあった白倉、映画監督の雨宮慶太、フラグシップの岡本吉起、女優の河合亞美がそれぞれ自身のホームページやブログで哀悼の意を表し、高久進や小西通雄が雑誌[要文献特定詳細情報]にて追悼文を掲載し故人の死を悼んだ。
  - その追悼文の中で高久は杉村の仕事ぶりについて、一つのシナリオに2つも3つと惜しみなくアイデアを注ぎ込むライターであったと評している。高久は杉村に「勿体無いよ」と忠告したそうだが、杉村は「大丈夫。また別の話を書くときには違うアイデアを考えればいいんだ」と答えたという。
- 杉村の葬儀の際は、仕事仲間だった三ツ村鐵治は宮下隼一と抱き合って号泣したことを述懐している。

## 主な作品

### テレビドラマ・特撮
太字はメインライターを担当した作品。
- 太陽にほえろ!（1974年 - 1979年）
- 大非常線（1976年）
- 隠し目付参上（1976年）
- 吉宗評判記 暴れん坊将軍（1978年）
- ザ・ハングマン（1980年）
- 爆走!ドーベルマン刑事（1980年）
- 西部警察（1981年）
- 長七郎江戸日記（1983年）
- 星雲仮面マシンマン（1984年）
- 兄弟拳バイクロッサー（1985年）
- スケバン刑事（1985年）
- スケバン刑事II 少女鉄仮面伝説（1985年）
- 月曜ドラマランド
- メタルヒーローシリーズ
  - 時空戦士スピルバン（1986年）
  - 世界忍者戦ジライヤ（1988年）
  - 機動刑事ジバン（1989年）
  - 特警ウインスペクター（1990年）
  - 特救指令ソルブレイン（1991年）
- 大都会25時（1987年）
- 仮面ライダーBLACK（1987年）[注釈 1]
- 裸の大将放浪記（1987年 - 1992年）
- スーパー戦隊シリーズ
  - 恐竜戦隊ジュウレンジャー（1992年）
  - 五星戦隊ダイレンジャー（1993年）
  - 忍者戦隊カクレンジャー（1994年）
  - 超力戦隊オーレンジャー（1995年）
- 刑事追う!（1996年）

### テレビアニメ
- ルパン三世 (TV第2シリーズ)（1978年 - 1980年）[注釈 2]
- 魔法の妖精ペルシャ（1985年）

### 映画
- 仮面ライダーZO（1993年）
- 五星戦隊ダイレンジャー（1993年）
- 忍者戦隊カクレンジャー（1994年）

### ゲーム
- アクタリオン（1993年11月5日、テクモ）
- バイオハザード2（1998年1月29日、カプコン）
- バイオハザード ガンサバイバー（2000年1月27日、カプコン）
- バイオハザード CODE:Veronica（2000年2月3日、カプコン）
- ディノクライシス2（2000年9月13日、カプコン）
- 鬼武者（2001年1月25日、カプコン）
- バウンティハンターサラ ホーリーマウンテンの帝王（2001年5月24日、カプコン）
- 鬼武者2（2002年3月7日、カプコン）
- ガンサバイバー3 ディノクライシス（2002年6月27日、カプコン）
- バイオハザード0（2002年11月21日、カプコン）
- クロックタワー3（2002年12月12日、カプコン）
- ガンサバイバー4 バイオハザード HEROES NEVER DIE（2003年2月13日、カプコン）
- ディノクライシス3（2003年6月26日、カプコン）
- 鬼武者3（2004年2月26日、カプコン）
- デメント（2005年4月21日、カプコン）